# Енох Генріх Кіш
Енох Генріх Кіш (нім. Enoch Heinrich Kisch, нар. 6 травня 1841 у Празі, пом.24 серпня 1918 у Маріенбаді) — австрійський бальнеологіст і гінеколог єврейського походження, один із засновників бальнеології. Його братом був Александер Кіш (1848—1917), знаний рабин.
Вивчав медицину в Празі, де 1862 року здобув ступінь доктора медицини. 1863 року почав працювати бальнеологістом у Маріенбаді, де займався розвитком популярного спа-курорту. 1867 року його було призначено викладачем у Празі, а 1884 року він став ад'юнкт-професором бальнеотерапії в місцевому університеті.
З 1868 року Кіш був редактором Allgemeine Balneologische Zeitung (Загальної бальнеологічної газети). Він також надавав інформацію про бальнеотерапію «Системі фізіологічних терапевтів», виданню з Філадельфії. Крім бальнеології він провадив активне дослідження в галузях гінекології та жіночої сексуальності.
Найважливіші його праці «Посібник загальної і спеціальної бальнеотерапії» (нім. «Handbuch der Allgemeinen und Speciellen Balneotherapie», 1875) та «Основи клінічної бальнеотерапії» (нім. «Grundriss der Klinischen Balneotherapie», 1897).

## Вибрані праці
- Badeärztliche Briefe an die kurgäste Marienbads. (1865)
- Über den Einfluss der Fettleibigkeit auf die weiblichen Sexualorgane. Prag, 1873
- Das climacterische Alter der Frauen. Erlangen 1874
- Die Sterilität des Weibes. Wien: Urban & Schwarzenberg, 1886
- Uterus und Herz (1898)
- Die Lipomatosis universalis (1888)
- Handbuch der allgemeinen und speciellen Balneotherapie. Wien
- Grundriss der klinischen Balneotherapie (1897)
- Klimatotherapie. Urban & Schwarzenberg, 1898
- Das Geschlechtsleben des Weibes in physiologischer, pathologischer und hygienischer Beziehung.
- The Sexual Life of Woman in Its Physiological, Pathological and Hygienic Aspects. transl. Eden Paul. Rebman, 1910
- Die sexuelle Untreue der Frau. Marcus & Weber, 1918